# رحمان دهیری
رحمان دهیری (اردو: رحمان ڈھیری) یک سایت باستان‌شناسی مربوط به دوران تمدن سند است که در نزدیکی دیره اسماعیل خان در استان خیبر پختونخوا پاکستان واقع شده‌است. این یکی از قدیمی‌ترین مراکز شهرنشینی است که تاکنون در جنوب آسیا یافت شده‌است. این مکان با قدمت مربوط به حدود ۳۳۰۰ سال قبل از میلاد مسیح در ۲۲ کیلومتری شمال دره اسماعیل خان قرار دارد.

## ویژگی‌ها
این سایت تاریخی در دشتی در مجاورت رود گومل در نزدیکی رودخانه سند قرار دارد. تپه مستطیل شکل پایین حدود ۲۲ هکتار را دربر گرفته‌است.
جمعیت شهر حدود ده تا پانزده هزار نفر بوده که نشان از بزرگی و انسجام آن دارد. همچنین ابزار فلزی و سفالی نیز در این محدوده یافت شده‌است.
به جز نوعی برچسب گذاری خاص بر روی ابزار سفالی، هیچ نشانی از خط و نوشتار در منطقه دیده نشده‌است.
در طی اکتشافات سال ۱۹۹۸ و ۱۹۹۹ در کونال، هاریانا، یک مهر توسط سازمان باستان‌شناسی هند کشف شد. مهر شبیه نمونه‌هایی است که در رحمان دهیری کشف شده‌است. این مهر حاوی تصویری از دو آهو در یک طرف، و یک الگوی هندسی در طرف دیگر بود. این نمونه احتمالاً مربوط به حدود ۴۰۰۰ پیش از میلاد است.
تپه به شکل مستطیل است و دارای خیابان‌های مهندسی شده و شبکه ای است. دیوارهای مشخص شده برای ساختمانهای جداگانه و حاشیه خیابان هنوز به وضوح قابل مشاهده هستند و تشخیص برخی از کارگاه‌های صنعتی در مقیاس کوچک آسان است. در داخل سایت، کوره‌های فرسوده نیز پیدا شده‌است.

## توالی باستان‌شناسی
توالی باستان‌شناسی رحمان دهیری مجموعه ای بیش از ۱۴۰۰ سال را در بر می‌گیرد که از حدود سالهای۳۳۰۰ پیش از میلاد آغاز گردیده‌است. منطقه رحمان دهیری دوره‌های متعددی را شامل می‌شود که شامل سه دوره از ۳۳۰۰ تا ۲۸۵۰ قبل از میلاد، از ۲۸۵۰ تا ۲۵۰۰ سال قبل از میلاد، و از ۲۵۰۰ تا ۱۹۰۰ قبل از میلاد است.
در اواسط هزاره سوم قبل از میلاد، در آغاز مرحله بلوغ سند، این سایت متروکه شد.
برخی از سوابق باستان‌شناسی مشابه دیگر در تپه باستان‌شناسی همسایه حسام دهیری یافت می‌شود.
این سایت با یک صنعت مهره بسیار غنی، قدیمی‌ترین شهرک شهری در نوع خود را نشان می‌دهد. حتی زودتر از سایت تاریخی کوت دیجی.

### نظریه رام دهیری
عبدالرحیم قریشی، عضو هیئت حقوقی مسلمانان هند، با استناد به سخنان جاسو رام، مسئول سابق باستان‌شناسی هند، استدلال کرد که راما در واقع در منطقه درا اسماعیل خان پاکستان، در شهر رحمان دهیری متولد شده‌است.

## یادداشت
1. ↑  Hasan, Shaikh Khurshid (2005) Historical Forts in Pakistan, National Institute of Historical & Cultural Research, Centre of Excellence, Quaid-i-Azam University, Islamabad. شابک ‎۹۶۹−۴۱۵−۰۶۹−۸
2. ↑  Charles Keith Maisels, Early Civilizations of the Old World: The Formative Histories of Egypt, The Levant, Mesopotamia, India and China. Routledge, 2003 شابک ‎۱۱۳۴۸۳۷۳۰۵
3. ↑  Archaeological Survey of, India (2004). "Excavations at Kunal,Haryana" (PDF). Indian Archaeology 1998-99 A Review: 11–12. Retrieved 13 July 2012.
4. ↑  Charles Keith Maisels, Early Civilizations of the Old World: The Formative Histories of Egypt, The Levant, Mesopotamia, India and China. Routledge, 2003 شابک ‎۱۱۳۴۸۳۷۳۰۵
5. ↑  https://zeenews.india.com/news/india/lord-ram-was-born-in-pakistan-not-ayodhya_1817774.html